# 御寮人
御寮人、御料人（ごりょうにん）とは、中世以降用いられた、主に女性に対する敬称の一つ。近世以降は中流の町人の間でも用いられた。

## 概要
「御寮」は貴人あるいは貴人の子女を敬って言う語であり、名での呼びかけを避け方角や所属で呼びかける婉曲法（「○○の方」「○○の局」「○○殿」「御館」などと同様）。近世以前は男女問わず用いた。太平記巻10に「万寿御寮をも五大院右衛門宗繁が具足しまゐらせ候ひつるを･･･」とある。
近世には貴人の娘・妻に使われる事が多くなり、武田信玄の側室の諏訪御料人・禰津御寮人などの使用例がある。

## 商家
大阪を中心に西日本の店（たな、商家）において、商家では主に「若奥さん」を意味する、立場別に用いられる独特の呼称の一つである。「御寮様」から「ごりょうさん」「ごりょんさん」とも言う。
奉公人や外部者が、大旦那（隠居した前主人）の娘および旦那（当主）の妻に対して称する。通常、年配の者には用いないが、稀に慣習的にこう呼び続ける場合もある。
伝統的な商家においては、女性が主人になることは通常ない。旦那が隠居する、もしくは死期が近づいている時、男子があればそれを後継者に指名するが、女子しかなければ外部か奉公人の中から婿を取って後継者にする（養子旦那）。その場合、先代の娘は「前主人の娘」という意味で「御寮人」と呼ばれる。若旦那がそのまま後継者になる時は、その嫁（若御寮）を「御寮人」と切り替えて呼ぶ場合もある。この呼称が用いられる範囲は「女将」と一部重複しているが、同じ意味というわけではなく、店の種類や環境による慣習的な面が強い為、厳密に区別することは困難である。明確に「主人」とされているのであれば「女将」と呼ぶのが一般的である。また蕗谷虹児作詞による「花嫁人形」では「花嫁御寮」という言葉が使われている。

## 関連語
- 御台所
- 番頭
- 丁稚